# Cantone di Moulins-1
Il Cantone di Moulins-1 è una divisione amministrativa dell'arrondissement di Moulins.
È stato costituito a seguito della riforma approvata con decreto del 27 febbraio 2014, che ha avuto attuazione dopo le elezioni dipartimentali del 2015.

## Composizione
Comprende sostanzialmente i territori del cantone di Moulins-Ouest, soppresso tramite il medesimo decreto, ossia parte della città di Moulins e i 6 comuni di:
- Aubigny
- Avermes
- Bagneux
- Coulandon
- Montilly
- Neuvy